# A Manchester United FC 2017–2018-as szezonja
Ez a szócikk a Manchester United FC 2017–2018-as szezonjáról szól, amely a csapat 140. idénye volt fennállása óta, sorozatban 43. az angol első osztályban.
A 2003–04-es szezont követően Wayne Rooney, a csapat kapitánya elhagyta a Unitedet és visszaigazolt nevelőklubjába, az Evertonba. Rooney a Unitednél töltött 13 szezonja alatt megdöntötte Bobby Charlton gólrekordját és a klub történetének legeredményesebb játékosa lett. Egy évnyi kihagyást követően a csapat újra a Bajnokok Ligájában indulhatott miután megnyerte a 2016–2017-es Európa-ligát. A csoport nyerését követően a spanyol Sevilla állította meg a csapatot a nyolcaddöntőben, miután 2-1-es győzelmet arattak az Old Traffordon. Az Európa-liga győzelemnek köszönhetően a Real Madrid ellen megmérkőzhetett a csapat a 2017-es UEFA-szuperkupa-trófeáért, de a Bajnokok Ligája-győztes spanyolok 2-1-re megnyerték a találkozót. Az angol Ligakupából az ötödik fordulóban meglepetésre a Bristol City ejtette ki a csapatot.

## Előszezon
A Manchester United a 2017-18-as idény kezdete előtt az Egyesült Államokban vett részt a Nemzetközi Bajnokok Kupája elnevezésű tornán.  Itt játszották le az első Nagy-Britannián kívüli városi rangadót a City és a United csapatai között, de a Real Madrid és Barcelona is az ellenfelek között volt. Az amerikai túra a Los Angeles Galaxy elleni mérkőzéssel vette kezdetét 2017. június 15-én. A felkészülési időszak végén a United Norvégiában a Vålerenga Fotball, Írországban pedig a Sampdoria csapatával mérkőzött meg.
| Dátum              | Ellenfél           | H / V | Végeredmény | Góllövők                                                       | Nézőszám |
| ------------------ | ------------------ | ----- | ----------- | -------------------------------------------------------------- | -------- |
| 2017. július 15.   | Los Angeles Galaxy | S     | 5–2         | Rashford (2) 2', 20', Fellaini 26', Mhitarján 67', Martial 72' | 25 667   |
| 2017. július 17.   | Real Salt Lake     | S     | 2–1         | Mhitarján 29', Lukaku 38'                                      | 20 241   |
| 2017. július 20.   | Manchester City    | S     | 2–0         | Lukaku 37', Rashford 39'                                       | 67 401   |
| 2017. július 23.   | Real Madrid        | S     | 1–1 (2–1b)  | Lingard 45+1'                                                  | 65 109   |
| 2017. július 26.   | Barcelona          | S     | 0–1         |                                                                | 80 162   |
| 2017. július 30.   | Vålerenga          | V     | 3–0         | Fellaini 44', Lukaku 47', McTominay 70'                        | 25 137   |
| 2017. augusztus 2. | Sampdoria          | S     | 2–1         | Mhitarján 9', Mata 81'                                         |          |

## UEFA-szuperkupa
Az Európai szuperkupa trófeáért a United ellenfele a Bajnokok Ligája 2017-es döntőjének győztese, a Real Madrid volt 2017. augusztus 8-án a szkopjei II. Philip Arénában. A mérkőzést a spanyol csapat nyerte meg, miután az első félidőben Casemiro és Isco góljaival kétgólos előnyre tett szert. A második játékrészben negyed óra elteltével az első Manchester United mérkőzését játszó Romelu Lukaku szépített, de egyenlíteni nem sikerült.
| Dátum              | Ellenfél    | H / V | Végeredmény | Góllövők   | Nézőszám |
| ------------------ | ----------- | ----- | ----------- | ---------- | -------- |
| 2017. augusztus 8. | Real Madrid | S     | 1–2         | Lukaku 62' | 30 421   |

## Premier League
A 2017–2018-as Premier League szezon 2017. augusztus 11-én kezdődött és 2016. május 13-án ért véget. A csapat a 2. helyen zárta a bajnokságot. Michael Carrick a Watford ellen játszotta utolsó mérkőzését a csapatban, 2018. május 13-án csapatkapitányként vezette ki a Manchester Unitedet a mérkőzésre, majd a 85. percben átadta helyét Paul Pogbának. Összesen 464 tétmérkőzésen viselte a klub mezét, ő volt a 2007-2008-as Bajnokok Ligája-győztes csapat utolsó tagja, aki a szezon kezdetekor még a csapat játékosa volt. 
| Dátum                | Ellenfél               | H / V | Végeredmény | Góllövők                                                     | Nézőszám | Bajnoki helyezés |
| -------------------- | ---------------------- | ----- | ----------- | ------------------------------------------------------------ | -------- | ---------------- |
| 2017. augusztus 13.  | West Ham United        | H     | 4–0         | Lukaku (2) 33', 52', Martial 87', Pogba 90'                  | 74,928   | 1.               |
| 2017. augusztus 19.  | Swansea City           | V     | 4–0         | Bailly 45', Lukaku 80', Pogba 82', Martial 84'               | 20,862   | 1.               |
| 2017. augusztus 26.  | Leicester City         | H     | 2–0         | Rashford 70', Fellaini 82'                                   | 75,021   | 1.               |
| 2017. szeptember 9.  | Stoke City             | V     | 2–2         | Rashford 45+1', Lukaku 57'                                   | 29,320   | 1.               |
| 2017. szeptember 17. | Everton                | H     | 4–0         | Valencia 4', Mhitarján 84', Lukaku 89', Martial 90+2' (bün.) | 75,042   | 2.               |
| 2017. szeptember 23. | Southampton            | V     | 1–0         | Lukaku 20'                                                   | 31,930   | 2.               |
| 2017. szeptember 30. | Crystal Palace         | H     | 4–0         | Mata 3', Fellaini (2) 35', 49', Lukaku 86'                   | 75,118   | 2.               |
| 2017. október 14.    | Liverpool              | V     | 0–0         |                                                              | 52,912   | 2.               |
| 2017. október 21.    | Huddersfield Town      | V     | 1–2         | Rashford 70'                                                 | 24,426   | 2.               |
| 2017. október 28.    | Tottenham Hotspur      | H     | 1–0         | Martial 81'                                                  | 75,034   | 2.               |
| 2017. november 5.    | Chelsea                | V     | 0-1         |                                                              | 41,615   | 2.               |
| 2017. november 18.   | Newcastle United       | H     | 4–1         | Martial 37', Smalling 45+1', Pogba 54'. Lukaku 70'           | 75,035   | 2.               |
| 2017. november 25.   | Brighton & Hove Albion | H     | 1–0         | Dunk 66' (ö.g.)                                              | 75,018   | 2.               |
| 2017. november 28.   | Watford                | V     | 4–2         | Young (2) 19', 25', Martial 32', Lingard 86'                 | 20,552   | 2.               |
| 2017. december 2.    | Arsenal                | V     | 3–1         | Valencia 4', Lingard (2) 11', 63'                            | 59,547   | 2.               |
| 2017. december 10.   | Manchester City        | H     | 1–2         | Rashford 45+2'                                               | 74,847   | 2.               |
| 2017. december 13.   | Bournemouth            | H     | 1–0         | Lukaku 25'                                                   | 74,798   | 2.               |
| 2017. december 17.   | West Bromwich Albion   | V     | 2–1         | Lukaku 27', Lingard 35'                                      | 24,782   | 2.               |
| 2017. december 23.   | Leicester City         | V     | 2–2         | Mata (2) 40', 60'                                            | 32,202   | 2.               |
| 2017. december 26.   | Burnley                | H     | 2–2         | Lingard (2) 53', 90+1'                                       | 75,046   | 2.               |
| 2017. december 30.   | Southampton            | H     | 0–0         |                                                              | 75,051   | 3.               |
| 2018. január 1.      | Everton                | V     | 2–0         | Martial 57', Lingard 81'                                     | 39,188   | 2.               |
| 2018. január 15.     | Stoke City             | H     | 3–0         | Valencia 9', Martial 38', Lukaku 72'                         | 74,726   | 2.               |
| 2018. január 20.     | Burnley                | V     | 1–0         | Martial 54'                                                  | 21,841   | 2.               |
| 2018. január 31.     | Tottenham Hotspur      | V     | 0–2         |                                                              | 81,978   | 2.               |
| 2018. február 3.     | Huddersfield Town      | H     | 2–0         | Lukaku 55', Sánchez 68'                                      | 74,742   | 2.               |
| 2018. február 11.    | Newcastle United       | V     | 0–1         |                                                              | 52,309   | 2.               |
| 2018. február 25.    | Chelsea                | H     | 2–1         | Lukaku 39', Lingard 75'                                      | 75,060   | 2.               |
| 2018. március 5.     | Crystal Palace         | V     | 3–2         | Smalling 55', Lukaku 76', Matić 90+1'                        | 25,840   | 2.               |
| 2018. március 10.    | Liverpool              | H     | 2–1         | Rashford (2) 14', 24'                                        | 74,855   | 2.               |
| 2018. március 31.    | Swansea City           | H     | 2–0         | Lukaku 5', Sánchez 20'                                       | 75,038   | 2.               |
| 2018. április 7.     | Manchester City        | V     | 3–2         | Pogba (2) 53', 55', Smalling 69'                             | 54,259   | 2.               |
| 2018. április 15.    | West Bromwich Albion   | H     | 0–1         |                                                              | 75,095   | 2.               |
| 2018. április 18.    | Bournemouth            | V     | 2–0         | Smalling 28', Lukaku 70'                                     | 10,952   | 2.               |
| 2018. április 29.    | Arsenal                | H     | 2–1         | Pogba 16', Fellaini 90+1'                                    | 75,035   | 2.               |
| 2018. május 4.       | Brighton & Hove Albion | A     | 0–1         |                                                              | 30,611   | 2.               |
| 2018. május 10.      | West Ham United        | V     | 0–0         |                                                              | 56,902   | 2.               |
| 2018. május 13.      | Watford                | H     | 1–0         | Rashford 34'                                                 | 75,049   | 2.               |

### Tabella
| Hely. | Csapat                   | M  | Gy | D  | V  | G+  | G– | Gk  | P   | Továbbjutás vagy kiesés       |
| ----- | ------------------------ | -- | -- | -- | -- | --- | -- | --- | --- | ----------------------------- |
| 1.    | Manchester City (B)      | 38 | 32 | 4  | 2  | 106 | 27 | +79 | 100 | Bajnokok Ligája-csoportkör    |
| 2.    | Manchester United        | 38 | 25 | 6  | 7  | 68  | 28 | +40 | 81  | Bajnokok Ligája-csoportkör    |
| 3.    | Tottenham Hotspur        | 38 | 23 | 8  | 7  | 74  | 36 | +38 | 77  | Bajnokok Ligája-csoportkör    |
| 4.    | Liverpool                | 38 | 21 | 12 | 5  | 84  | 38 | +46 | 75  | Bajnokok Ligája-csoportkör    |
| 5.    | Chelsea (C)              | 38 | 21 | 7  | 10 | 62  | 38 | +24 | 70  | Európa-liga-csoportkör        |
| 6.    | Arsenal                  | 38 | 19 | 6  | 13 | 74  | 51 | +23 | 63  | Európa-liga-csoportkör        |
| 7.    | Burnley                  | 38 | 14 | 12 | 12 | 36  | 39 | −3  | 54  | Európa-liga 2. selejtezőkör   |
| 8.    | Everton                  | 38 | 13 | 10 | 15 | 44  | 58 | −14 | 49  |                               |
| 9.    | Leicester City           | 38 | 12 | 11 | 15 | 56  | 60 | −4  | 47  |                               |
| 10.   | Newcastle United         | 38 | 12 | 8  | 18 | 39  | 47 | −8  | 44  |                               |
| 11.   | Crystal Palace           | 38 | 11 | 11 | 16 | 45  | 55 | −10 | 44  |                               |
| 12.   | Bournemouth              | 38 | 11 | 11 | 16 | 45  | 61 | −16 | 44  |                               |
| 13.   | West Ham United          | 38 | 10 | 12 | 16 | 48  | 68 | −20 | 42  |                               |
| 14.   | Watford                  | 38 | 11 | 8  | 19 | 44  | 64 | −20 | 41  |                               |
| 15.   | Brighton & Hove Albion   | 38 | 9  | 13 | 16 | 34  | 54 | −20 | 40  |                               |
| 16.   | Huddersfield Town        | 38 | 9  | 10 | 19 | 28  | 58 | −30 | 37  |                               |
| 17.   | Southampton              | 38 | 7  | 15 | 16 | 37  | 56 | −19 | 36  |                               |
| 18.   | Swansea City (K)         | 38 | 8  | 9  | 21 | 28  | 56 | −28 | 33  | Kiesett az EFL Championshipbe |
| 19.   | Stoke City (K)           | 38 | 7  | 12 | 19 | 35  | 68 | −33 | 33  | Kiesett az EFL Championshipbe |
| 20.   | West Bromwich Albion (K) | 38 | 6  | 13 | 19 | 31  | 56 | −25 | 31  | Kiesett az EFL Championshipbe |

## EFL Ligakupa
A Manchester United a 2016–2017-es ligakupa sorozat győzteseként címvédőként állt rajthoz az ez évi kiírásban. Mint a 2017-18-as nemzetközi porondra kvalifikált hét angol klubcsapat,  a harmadik fordulóban kezdte meg szereplését augusztus 24-én a Burton Albion ellen. A két csapat ezt megelőzően a 2005–2006-os Fa-kupában találkozott egymással, akkor hazai pályán a United 5–0-ra nyert az újrajátszott mérkőzésen, miután idegenben csak gól nélküli döntetlenre volt képes. A találkozó első félidejében Rashford kétszer is betalált, így kényelmes előnybe került as hazai csapat. A második játékrészben előbb Lingard talált be Martial passzából, majd a francia csatár is eredményes volt. A mérkőzés végén szépített a Burton, de 4–1-es győzelmével a Manchester United jutott tovább. A következő fordulóban az élvonalbeli Swansea City volt José Mourinho csapatának ellenfele a Liberty Stadionban. Jesse Lingard góljaival 2–0-ra győzött és jutott a nyolcaddöntőbe a Manchester United. Október 26-án sorsolták az ötödik forduló párosítását; a Manchester United a másodosztályú Bristol Cityt kapta ellenfélül. December 20-án az Ashton Gate-ben rendezték a mérkőzést, és a gól nélküli első félidő után az 51. percben megszerezte a vezetést a hazai csapat Joe Bryan góljával. Hét perccel később Zlatan Ibrahimović szabadrúgásból egyenlített, de a Bristol City a 93. percben Korey Smith révén megszerezte a győzelmet és a továbbjutást jelentő találatot.
| Dátum                | Forduló    | Ellenfél      | H / V | Végeredmény | Góllövők                                       | Nézőszám |
| -------------------- | ---------- | ------------- | ----- | ----------- | ---------------------------------------------- | -------- |
| 2017. szeptember 19. | 3. forduló | Burton Albion | H     | 4–1         | Rashford (2) 5', 17', Lingard 36', Martial 60' | 54,256   |
| 2017. október 24.    | 4. forduló | Swansea City  | V     | 2–0         | Lingard (2) 21', 59'                           | 20,083   |
| 2017. december 20.   | 5. forduló | Bristol City  | V     | 1–2         | Ibrahimović 58'                                | 26,088   |

## FA-kupa
| Dátum             | Forduló     | Ellenfél               | H / V           | Végeredmény | Góllövők                                             | Nézőszám |
| ----------------- | ----------- | ---------------------- | --------------- | ----------- | ---------------------------------------------------- | -------- |
| 2018. január 5.   | 3. forduló  | Derby County           | H               | 2–0         | Lingard 84', Lukaku 90'                              | 73,899   |
| 2018. január 26.  | 4. forduló  | Yeovil Town            | V               | 4–0         | Rashford 41', Herrera 61', Lingard 89', Lukaku 90+3' | 9,195    |
| 2018. február 17. | 5. forduló  | Huddersfield Town      | V               | 2–0         | Lukaku 3', 55'                                       |          |
| 2018. március 17. | Negyeddöntő | Brighton & Hove Albion | H               | 2–0         | Lukaku 37, Matić 83'                                 | 74,421   |
| 2018. április 21. | Elődöntő    | Tottenham Hotspur      | Wembley Stadion | 2–1         | Sánchez 24', Herrera 62'                             | 84,667   |
| 2018. május 19.   | Döntő       | Chelsea                | Wembley Stadion | 0–1         |                                                      |          |

## Bajnokok Ligája
A Manchester United a 2016–2017-es Európa-liga győzteseként kvalifikálta magát a 2017–2018-as Bajnokok Ligája sorozat főtáblájára. A 2017. augusztus 24-ei sorsoláson csoportellenfélül a portugál Benficát, a svájci Baselt és az orosz CSZKA Moszkvát kapta a csapat.
| Dátum                | Ellenfél      | H / V | Végeredmény | Góllövők                                              | Nézőszám | Csoport pozíció |
| -------------------- | ------------- | ----- | ----------- | ----------------------------------------------------- | -------- | --------------- |
| 2017. szeptember 12. | Basel         | H     | 3–0         | Fellaini 35', Lukaku 53', Rashford 84'                | 73,854   | 1.              |
| 2017. szeptember 27. | CSZKA Moszkva | V     | 4–1         | Lukaku (2) 4', 27', Martial 19' (bün.), Mhitarján 57' | 29,073   | 1.              |
| 2017. október 18.    | Benfica       | V     | 1–0         | Rashford 64'                                          | 57,684   | 1.              |
| 2017. október 31.    | Benfica       | H     | 2–0         | Svilar 45' (Ög.), Blind 78' (bün.)                    | 74,437   | 1.              |
| 2017. november 22.   | Basel         | V     | 0–1         |                                                       | 36,000   | 1.              |
| 2017. december 5.    | CSZKA Moszkva | H     | 2–1         | Lukaku 64', Rashford 66'                              | 74,669   | 1.              |

### A csoport
| Hely. | Csapat            | M | Gy | D | V | G+ | G– | Gk  | P  | Továbbjutás                                |
| ----- | ----------------- | - | -- | - | - | -- | -- | --- | -- | ------------------------------------------ |
| 1.    | Manchester United | 6 | 5  | 0 | 1 | 12 | 3  | +9  | 15 | Továbbjutott az egyenes kieséses szakaszba |
| 2.    | FC Basel          | 6 | 4  | 0 | 2 | 11 | 5  | +6  | 12 | Továbbjutott az egyenes kieséses szakaszba |
| 3.    | CSZKA Moszkva     | 6 | 3  | 0 | 3 | 8  | 10 | −2  | 9  | Átkerült az Európa-ligába                  |
| 4.    | Benfica           | 6 | 0  | 0 | 6 | 1  | 14 | −13 | 0  |                                            |

### Kieséses szakasz
Csoportja megnyerése után a Manchester United a spanyol Sevilla csapatát kapta a kieséses szakasz első körében, a legjobb nyolc közé jutásért. Az első mérkőzésen 0–0-s döntetlent értek el a Estadio Ramón Sánchez Pizjuánban.
Az első mérkőzésen az Estadio Ramón Sánchez Pizjuánban gól nélküli döntetlent ért el a United. A visszavágó előtt kedvező helyzetben volt a csapat, de a Sevilla győzni tudott az Old Traffordon, miután a csereként beálló Wissam Ben Yedder duplázni tudott. Lukaku csak hat perccel a vége előtt talált be, ez a gól a szépítésre volt elég, a Sevilla jutott a legjobb nyolc csapat közé.
| Dátum             | Forduló                    | Ellenfél | H / V | Végeredmény | Góllövők   | Nézőszám |
| ----------------- | -------------------------- | -------- | ----- | ----------- | ---------- | -------- |
| 2018. február 21. | Nyolcaddöntő első mérkőzés | Sevilla  | V     | 0–0         |            | 39,725   |
| 2018. március 13. | Nyolcaddöntő visszavágó    | Sevilla  | H     | 1–2         | Lukaku 84' | 74,909   |

## Átigazolások

### Érkezők
| Dátum               | Poszt | Név                | Honnan  | Ár                           |
| ------------------- | ----- | ------------------ | ------- | ---------------------------- |
| 2017. július 1.     | V     | Victor Lindelöf    | Benfica | Nincs adat                   |
| 2017. július 10.    | CS    | Romelu Lukaku      | Everton | Nincs adat                   |
| 2017. július 31.    | KP    | Nemanja Matić      | Chelsea | Nincs adat                   |
| 2017. augusztus 24. | CS    | Zlatan Ibrahimović | ingyen  | ingyen                       |
| 2018. január 22.    | CS    | Alexis Sánchez     | Arsenal | Henrih Mhitarjánért cserébe. |

### Távozók
| Dátum               | Poszt | Név                    | Hová                                     | Ár                                       |            |
| ------------------- | ----- | ---------------------- | ---------------------------------------- | ---------------------------------------- | ---------- |
| 2017. június 30.    | CS    | Zlatan Ibrahimović     | lejárt a szerződése                      | lejárt a szerződése                      |            |
| 2017. június 30.    | CS    | Kayne Diedrick-Roberts | lejárt a szerződése                      | lejárt a szerződése                      |            |
| 2017. június 30.    | KP    | Faustin Makela         | lejárt a szerződése                      | lejárt a szerződése                      |            |
| 2017. június 30.    | KP    | Josh Harrop            | Preston North End                        | lejárt a szerződése                      |            |
| 2017. július 9.     | KP    | Wayne Rooney           | Everton                                  | nincs adat                               | nincs adat |
| 2017. július 12.    | KP    | Adnan Januzaj          | Real Sociedad                            | nincs adat                               |            |
| 2017. augusztus 12. | DF    | Guillermo Varela       | Peñarol                                  | Nincs adat                               |            |
| 2018. január 22.    | KP    | Henrih Mhitarján       | Arsenal                                  | Alexis Sánchezért cserébe                |            |
| 2018. március 22.   | FW    | Zlatan Ibrahimović     | Közös megegyezéssel szerződést bontottak | Közös megegyezéssel szerződést bontottak |            |

### Kölcsönbe távozók
| Kölcsönszerződés kezdete | Kölcsönszerződés vége | Poszt | Név                       | Hová                |
| ------------------------ | --------------------- | ----- | ------------------------- | ------------------- |
| 2017. július 7.          | 2018. június 30.      | V     | Regan Poole               | Northampton Town    |
| 2017. július 10.         | 2018. június 30.      | K     | Dean Henderson            | Shrewsbury Town     |
| 2017. július 14.         | 2018. június 30.      | GK    | Sam Johnstone             | Aston Villa         |
| 2017. július 28.         | 2018 januárja         | MF    | Devonte Redmond           | Scunthorpe United   |
| 2017. augusztus 7.       | 2018. június 30.      | DF    | Cameron Borthwick-Jackson | Leeds United        |
| 2017. augusztus 10.      | 2018. június 30.      | DF    | Timothy Fosu-Mensah       | Crystal Palace      |
| 2017. augusztus 31.      | 2018. június 30.      | MF    | Matty Willock             | FC Utrecht          |
| 2017. szeptember 1.      | 2018. június 30.      | MF    | Andreas Pereira           | Valencia            |
| 2018. január 11.         | 2018. június 30.      | FW    | James Wilson              | Sheffield United    |
| 2018. január 11.         | 2018. június 30.      | DF    | Demetri Mitchell          | Heart of Midlothian |
| 2018. január 25.         | 2018. június 30.      | DF    | Axel Tuanzebe             | Aston Villa         |

## Statisztika
| Mezszám | Poszt | Név                       | Bajnokság     | Bajnokság | FA-kupa       | FA-kupa | Ligakupa      | Ligakupa | Bajnokok Ligája | Bajnokok Ligája | UEFA-szuperkupa | UEFA-szuperkupa | Összesen      | Összesen | Lapok | Lapok |
| Mezszám | Poszt | Név                       | Pályára lépés | Gól       | Pályára lépés | Gól     | Pályára lépés | Gól      | Pályára lépés   | Gól             | Pályára lépés   | Gól             | Pályára lépés | Gól      |       |       |
| ------- | ----- | ------------------------- | ------------- | --------- | ------------- | ------- | ------------- | -------- | --------------- | --------------- | --------------- | --------------- | ------------- | -------- | ----- | ----- |
| 1       | GK    | David de Gea              | 37            | 0         | 2             | 0       | 0             | 0        | 6               | 0               | 1               | 0               | 46            | 0        | 0     | 0     |
| 2       | DF    | Victor Lindelöf           | 13(4)         | 0         | 3             | 0       | 3             | 0        | 5               | 0               | 1               | 0               | 25(4)         | 0        | 1     | 0     |
| 3       | DF    | Eric Bailly               | 11(2)         | 1         | 1(1)          | 0       | 0             | 0        | 3               | 0               | 0               | 0               | 15(3)         | 1        | 3     | 0     |
| 4       | DF    | Phil Jones                | 23            | 0         | 2             | 0       | 0             | 0        | 0               | 0               | 0               | 0               | 25            | 0        | 3     | 0     |
| 5       | DF    | Marcos Rojo               | 8(1)          | 0         | 1             | 0       | 1             | 0        | 1               | 0               | 0               | 0               | 11(1)         | 0        | 6     | 0     |
| 6       | MF    | Paul Pogba                | 25(2)         | 6         | 3             | 0       | 1             | 0        | 3(2)            | 0               | 1               | 0               | 33(4)         | 6        | 6     | 1     |
| 7       | FW    | Alexis Sánchez            | 12            | 2         | 4             | 1       | 0             | 0        | 2               | 0               | 0               | 0               | 18            | 3        | 2     | 0     |
| 8       | MF    | Juan Mata                 | 23(5)         | 3         | 4(1)          | 0       | 1             | 0        | 5(1)            | 0               | 0               | 0               | 33(7)         | 3        | 1     | 0     |
| 9       | FW    | Romelu Lukaku             | 33(1)         | 16        | 3(3)          | 5       | 0(2)          | 0        | 8               | 5               | 1               | 1               | 45(6)         | 27       | 4     | 0     |
| 10      | FW    | Zlatan Ibrahimović        | 1(4)          | 0         | 0             | 0       | 1             | 1        | 0(1)            | 0               | 0               | 0               | 2(5)          | 1        | 0     | 0     |
| 11      | FW    | Anthony Martial           | 18(12)        | 9         | 1(3)          | 0       | 3             | 1        | 4(4)            | 1               | 0               | 0               | 26(19)        | 11       | 1     | 0     |
| 12      | DF    | Chris Smalling            | 28(1)         | 4         | 5             | 0       | 2(1)          | 0        | 8               | 0               | 1               | 0               | 44(2)         | 4        | 4     | 0     |
| 14      | MF    | Jesse Lingard             | 20(13)        | 8         | 4(2)          | 2       | 2             | 3        | 3(3)            | 0               | 1               | 0               | 30(18)        | 13       | 5     | 0     |
| 15      | MF    | Andreas Pereira           | 0             | 0         | 0             | 0       | 0             | 0        | 0               | 0               | 0               | 0               | 0             | 0        | 0     | 0     |
| 16      | MF    | Michael Carrick (c)       | 1(1)          | 0         | 2             | 0       | 1             | 0        | 0               | 0               | 0               | 0               | 4(1)          | 0        | 0     | 0     |
| 17      | DF    | Daley Blind               | 4(3)          | 0         | 1             | 0       | 3             | 0        | 6               | 1               | 0               | 0               | 14(3)         | 1        | 2     | 0     |
| 18      | MF    | Ashley Young              | 28(2)         | 2         | 3(1)          | 0       | 0             | 0        | 4               | 0               | 0               | 0               | 35(3)         | 2        | 9     | 0     |
| 19      | FW    | Marcus Rashford           | 17(18)        | 7         | 3(2)          | 1       | 3             | 2        | 3(5)            | 3               | 0(1)            | 0               | 26(26)        | 13       | 7     | 0     |
| 20      | GK    | Sergio Romero             | 1             | 0         | 4             | 0       | 3             | 0        | 2               | 0               | 0               | 0               | 10            | 0        | 0     | 0     |
| 21      | MF    | Ander Herrera             | 13(13)        | 0         | 4             | 2       | 2             | 0        | 5(1)            | 0               | 1               | 0               | 25(14)        | 2        | 6     | 0     |
| 22      | MF    | Henrih Mhitarján          | 11(4)         | 1         | 1             | 0       | 0(1)          | 0        | 3(1)            | 1               | 1               | 0               | 16(6)         | 2        | 2     | 0     |
| 23      | DF    | Luke Shaw                 | 8(3)          | 0         | 4             | 0       | 1(2)          | 0        | 1               | 0               | 0               | 0               | 14(5)         | 0        | 2     | 0     |
| 25      | DF    | Antonio Valencia          | 31            | 3         | 3             | 0       | 0             | 0        | 4               | 0               | 1               | 0               | 39            | 3        | 10    | 0     |
| 27      | MF    | Marouane Fellaini         | 5(11)         | 4         | 0(3)          | 0       | 0             | 0        | 2(1)            | 1               | 0(1)            | 0               | 7(16)         | 5        | 1     | 0     |
| 29      | FW    | James Wilson              | 0             | 0         | 0             | 0       | 0             | 0        | 0               | 0               | 0               | 0               | 0             | 0        | 0     | 0     |
| 31      | MF    | Nemanja Matić             | 35(1)         | 1         | 4             | 1       | 0(1)          | 0        | 6(1)            | 0               | 1               | 0               | 46(3)         | 2        | 6     | 0     |
| 35      | DF    | Demetri Mitchell          | 0             | 0         | 0             | 0       | 0             | 0        | 0               | 0               | 0               | 0               | 0             | 0        | 0     | 0     |
| 36      | DF    | Matteo Darmian            | 5(3)          | 0         | 1(1)          | 0       | 3             | 0        | 2(1)            | 0               | 1               | 0               | 12(5)         | 0        | 1     | 0     |
| 38      | DF    | Axel Tuanzebe             | 0(1)          | 0         | 0             | 0       | 1             | 0        | 0(1)            | 0               | 0               | 0               | 1(2)          | 0        | 1     | 0     |
| 39      | MF    | Scott McTominay           | 7(6)          | 0         | 3             | 0       | 2(1)          | 0        | 2(2)            | 0               | 0               | 0               | 14(9)         | 0        | 4     | 0     |
| 40      | GK    | Joel Castro Pereira       | 0             | 0         | 0             | 0       | 0(1)          | 0        | 0               | 0               | 0               | 0               | 0(1)          | 0        | 0     | 0     |
| 43      | DF    | Cameron Borthwick-Jackson | 0             | 0         | 0             | 0       | 0             | 0        | 0               | 0               | 0               | 0               | 0             | 0        | 0     | 0     |
| 45      | GK    | Kieran O’Hara             | 0             | 0         | 0             | 0       | 0             | 0        | 0               | 0               | 0               | 0               | 0             | 0        | 0     | 0     |
| 47      | MF    | Angel Gomes               | 0             | 0         | 0(1)          | 0       | 0             | 0        | 0               | 0               | 0               | 0               | 0(1)          | 0        | 0     | 0     |
| 48      | MF    | Ethan Hamilton            | 0             | 0         | 0             | 0       | 0             | 0        | 0               | 0               | 0               | 0               | 0             | 0        | 0     | 0     |
| —       | —     | Öngól(ok)                 | –             | 1         | –             | 0       | –             | 0        | –               | 1               | –               | 0               | –             | 2        | –     | –     |

2018. május 19-én frissítve